# Balıkesir
Balıkesir es una ciudad, capital de la provincia de Balıkesir, en Turquía y tiene una población de 241.404 habitantes (2007). Sus principales exportaciones son productos basados en el olivo. También es un destino popular para el turismo interior turco. Está rodeada de parajes ilídicos como el monte Ida.
Cerca de Balıkesir se encuentra la ciudad romana de Hadrianutherae, fundada por el emperador Adriano. Durante la dominación bizantina, la ciudad fue conocida con el nombre de Palaeokastron (del griego, castillo de Palaeologus).

## Gente notable
- Ömer Seyfettin - escritor
- Hülya Avşar - actriz
- Kurtdereli Mehmet Pehlivan - luchador
- Ramazan Bayrakoğlu - artista contemporáneo[3]
- Mehmet Çoban - luchador olímpico de lucha grecorromana
- Caner Erkin - futbolista
- Olcan Adın - futbolista
- Oğuz Savaş - baloncestista
- Tülin Altıntaş - jugadora de voleibol